# Preston Smith
Une proposition de fusion est en cours entre Preston Smith (Texas) et Preston Smith.
Preston Earnest Smith, né le 8 mars 1912 dans le comté de Williamson au Texas, et mort le 18 octobre 2003 à Lubbock, est un homme politique américain démocrate, qui est gouverneur du Texas de 1969 à 1973, après avoir été lieutenant-gouverneur du Texas de 1963 à 1969.